# Braye-sous-Faye
Braye-sous-Faye är en kommun i departementet Indre-et-Loire i regionen Centre-Val de Loire i de centrala delarna av Frankrike. Kommunen ligger i kantonen Richelieu som tillhör arrondissementet Chinon. År 2022 hade Braye-sous-Faye 281 invånare.

## Befolkningsutveckling
Antalet invånare i kommunen Braye-sous-Faye
Referens:INSEE